# Acianthera acuminatipetala
Acianthera acuminatipetala är en orkidéart som först beskrevs av A.Samp., och fick sitt nu gällande namn av Carlyle August Luer. Acianthera acuminatipetala ingår i släktet Acianthera och familjen orkidéer. Inga underarter finns listade i Catalogue of Life.